# きゅん (アルバム)
きゅんは、日本の歌手神崎ゆう子のオリジナルアルバムである。2007年3月12日にリリースされた。

## 収録曲
1. 春よ来い
2. おぼろ月夜
3. たき火　Orchestra version
4. あめふりくまのこ
5. 夏は来ぬ
6. 富士山
7. 七つの子
8. しゃぼん玉
9. ゆりかごのうた
10. うみ　Pop version
11. 春よ来い （Instrumental）
12. おぼろ月夜（Instrumental）
13. たき火　Orchestra version （Instrumental）
14. あめふりくまのこ （Instrumental）
15. 夏は来ぬ （Instrumental）
16. 富士山 （Instrumental）
17. 七つの子 （Instrumental）
18. しゃぼん玉 （Instrumental）
19. ゆりかごのうた （Instrumental）
20. うみ　Pop version （Instrumental）